# Фискальный консерватизм
Фиска́льный консервати́зм (англ. fiscal conservatism, другой вариант перевода — фина́нсовый консервати́зм), также называемый консервати́вным капитали́змом (англ. conservative capitalism), или консервати́вной эконо́микой (англ. conservative economics), представляет собой политическую идеологию, касающуюся фискальной политики и фискальной ответственности, выступающую за низкие налоги, сокращение государственных расходов и минимальный государственный долг. Свобода торговли, совершенная конкуренция, экономическая свобода, дерегулирование экономики, сокращение, уменьшение и снижение налогов, свободный рынок, принцип невмешательства и приватизация являются определяющими качествами фискального консерватизма. Фискальный консерватизм следует тем же философским взглядам, что и экономический либерализм. Термин берёт своё начало в эпоху «Нового курса Рузвельта» в 1930-х годах, когда многие классические либералы стали называть себя фискальными консерваторами, поскольку не хотели отождествляться с либеральными сторонниками президента Рузвельта.
В Соединенных Штатах, начиная с 1930-х годов, термин либерализм стал ассоциироваться с государством всеобщего благосостояния и активным государственным регулированием экономики и вмешательством в экономику. Фискальные консерваторы образуют одну из трёх частей традиционного консервативного движения, которое возникло в 1950-х годах вместе с социальным консерватизмом и национал-консерватизмом. Многие американцы, являясь классическими либералами, также имеют тенденцию идентифицировать себя как либертарианцы, которые сочетают поддержку снижения налогов и уменьшения государственных расходов с либеральными взглядами на социальные вопросы, и отказ от интервенционистской внешней политики.
В Канаде, Великобритании и других англоговорящих странах фискальный консерватизм ассоциируется с консервативными партиями. В Германии и других европейских странах фискальный консерватизм связан с классическими или экономическими либеральными партиями.

## Обзор

### Принципы
Фискальный консерватизм в глазах его приверженцев это экономическая философия благоразумия в государственных расходах и долгах. Фискальные консерваторы выступают против финансирования расходов государственного бюджета за счёт его дефицита, поддерживая сокращение общих государственных расходов и государственного долга для обеспечения сбалансированности бюджета. Другими словами, фискальные консерваторы против того, чтобы правительство тратило больше чем зарабатывало, всё же допуская дефицитное финансирование, но за счёт увеличения госдолга, а не увеличения налогов.
В своих «Размышлениях о революции во Франции» Эдмунд Берк писал, что правительство не имеет права накапливать большие долги и тем самым обременять налогоплательщиков:
…первое изначальное обязательство гражданского общества — это торжественное обещание охранять собственность граждан, а не удовлетворение требований кредиторов к государству. Правам граждан принадлежит приоритет. Состояние отдельных лиц, полученное по наследству или приобретенное в результате участия в прибылях какого-либо общества, не является гарантом для государственных кредиторов. При заключении договоров они никогда не имеют их в виду, ибо прекрасно понимают, что монарх или сенат могут предложить в залог только национальный доход государства, а общественное достояние образуется только путем справедливого пропорционального налогообложения, действительного для всех граждан. Только национальный доход является залогом государства, и ничто иное им быть не может.

### Течения
Хотя все фискальные консерваторы в целом согласны с ограничением полномочий и расходов правительством, существуют разногласия по поводу приоритетов. Есть три основных течения, каждое из которых выступает за определённый акцент. Сторонники первого течения, известные как «ястребы дефицита», делают упор на сбалансированности государственного бюджета и уменьшении размера государственного долга, рассматривая государственный долг как наносящий экономический ущерб и морально сомнительный, поскольку он передаёт обязательства будущим поколениям, которые не принимали участия в современных решениях по налогам и расходам. «Ястребы дефицита» готовы рассмотреть вопрос об увеличении налогов, если дополнительные доходы будут использованы для сокращения задолженности, а не для увеличения расходов.
Приверженцы второго течения уделяют основное внимание сокращению налогов, а не сокращению расходов или задолженности. Они считают, что высокие налоги препятствуют экономической активности и инвестициям. В большинстве своём они придерживаются экономики предложения и выступают за снижение налогов, утверждая, что даже если это приведёт к краткосрочному увеличению дефицита госбюджета, но в долгосрочной перспективе вызовет экономический рост, что в свою очередь позволит увеличить государственные доходы и сократить долг. Некоторые сторонники второго течения полагают, что увеличение государственных доходов за счёт снижения налогов сделает ненужным резкое сокращение государственных расходов. Тем не менее, Управление Конгресса США по бюджету (CBO) постоянно сообщало, что сокращение подоходного налога увеличивает дефицит и задолженность и не окупает себя. Например, по оценкам CBO, снижение налогов во время президентства Буша-младшего увеличило в 2002—2011 годах дефицит госбюджета и госдолг примерно на 1,5 триллиона долларов и добавило бы к дефициту и долгу почти 3 триллиона долларов в течение 2010–2019 годов, если бы полностью распространялось на все доходы.
Третье течение не делает больших различий различий между долгом и налогами, делая упор на сокращение расходов, а не на налоговую политику или сокращение долга. Они утверждают, что истинные затраты правительства — это уровень расходов, а не то, как эти расходы финансируются. Каждый доллар, который тратит правительство, — это доллар, взятый у американских рабочих, независимо от того, относится ли он к долгу или налогам. Налоги просто перераспределяют покупательную способность, делая это особенно неэффективно, уменьшая стимулы для производства или найма, а займы просто вынуждают предприятия и инвесторов ожидать более высоких налогов в дальнейшем.

## История в США

### XX век до Рейгана
В начале XX века фискальные консерваторы часто вступали в противоречие с прогрессистами, которые желали экономических реформ. В 1920-х годах экономическая политика президента-республиканца Калвина Кулиджа считалась успешной благодаря периоду роста экономики и уровня жизни, известному как «Ревущие двадцатые». Однако его действия, возможно, были вызваны скорее чувством республиканизма и федерализма, чем фискальным консерватизмом, как отмечает американский историк Роберт Собел: «Как губернатор Массачусетса, Кулидж поддержал законодательство о заработной плате и рабочем дне, выступил против детского труда, ввёл экономический контроль во время Первой мировой войны, одобрил меры безопасности на фабриках и даже представительство работников в корпоративных советах».

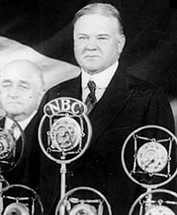
Герберт Гувер выступает на митинге в ходе своей президентской кампании 1932 года

Вопреки распространённому мнению, преемник Кулиджа президент-республиканец Герберт Гувер не был фискальным консерватором. Он способствовал вмешательству правительства в начале Великой депрессии, политики, которую сменивший его на посту президента демократ Франклин Д. Рузвельт, продолжил и усилил, несмотря на критику в адрес Гувера. Экономическая политика Кулиджа часто противопоставляется политике финансирования расходов госбюджета за счёт его дефицита, характерного для «Нового курса». Борьба Республиканской партии против увеличения расходов правительства стала важным объединяющим фактором для значительного числа республиканцев даже после смерти Рузвельта во времена президентов Гарри Трумэна и Дуайта Эйзенхауэра. Барри Голдуотер был лидером как социальных, так и фискальных консерваторов.
В 1977 году президент-демократ Джимми Картер назначил на должность председателя Совета по гражданской авиации профессора экономики Корнеллского университета Альфреда Кана. Это позволило начать дерегулирование отрасли, поддержанное группой известных экономистов, ведущими аналитическими центрами в Вашингтоне, коалицией гражданского общества, выступающей за реформу (по образцу коалиции, ранее разработанной для реформирования автомобильного и железнодорожного транспорта), главой регулирующего агентства, руководством Сената, администрацией Картера и даже некоторыми представителями авиационной отрасли. Эта коалиция уже в 1978 году добилась изменения законодательства.
Закон о дерегулировании авиакомпаний был подписан президентом Картером 24 октября 1978 года. Основная цель закона состояла в том, чтобы отменить государственный контроль над тарифами, маршрутами и выходом на рынок новых компаний коммерческой авиации. Полномочия Совета по гражданской авиации по регулированию должны были быть прекращены, что в конечном итоге позволило рыночным силам определять маршруты и тарифы. Закон не отменял и не уменьшал регулирующие полномочия Федеральной авиационной администрации по всем аспектам безопасности полётов.
В 1979 году Картер дерегулировал американскую пивную промышленность, разрешив продавать солод, хмель и дрожжи американским домашним пивоварам впервые с момента начала действия «Сухого закона» в США в 1920 году. Это действие Картера привело к увеличению домашнего пивоварения в 1980-х и 1990-х годах, которое к 2000-м годам превратилось в сильную культуру крафтового пива. К концу 2013 года в США насчитывалось 2898 микро-пивоварен, баров-пивоварен и региональных крафотовых пивоваренных заводов, в 2016 году — 5424, а в 2019 году действовало уже более 8000 пивоварен.

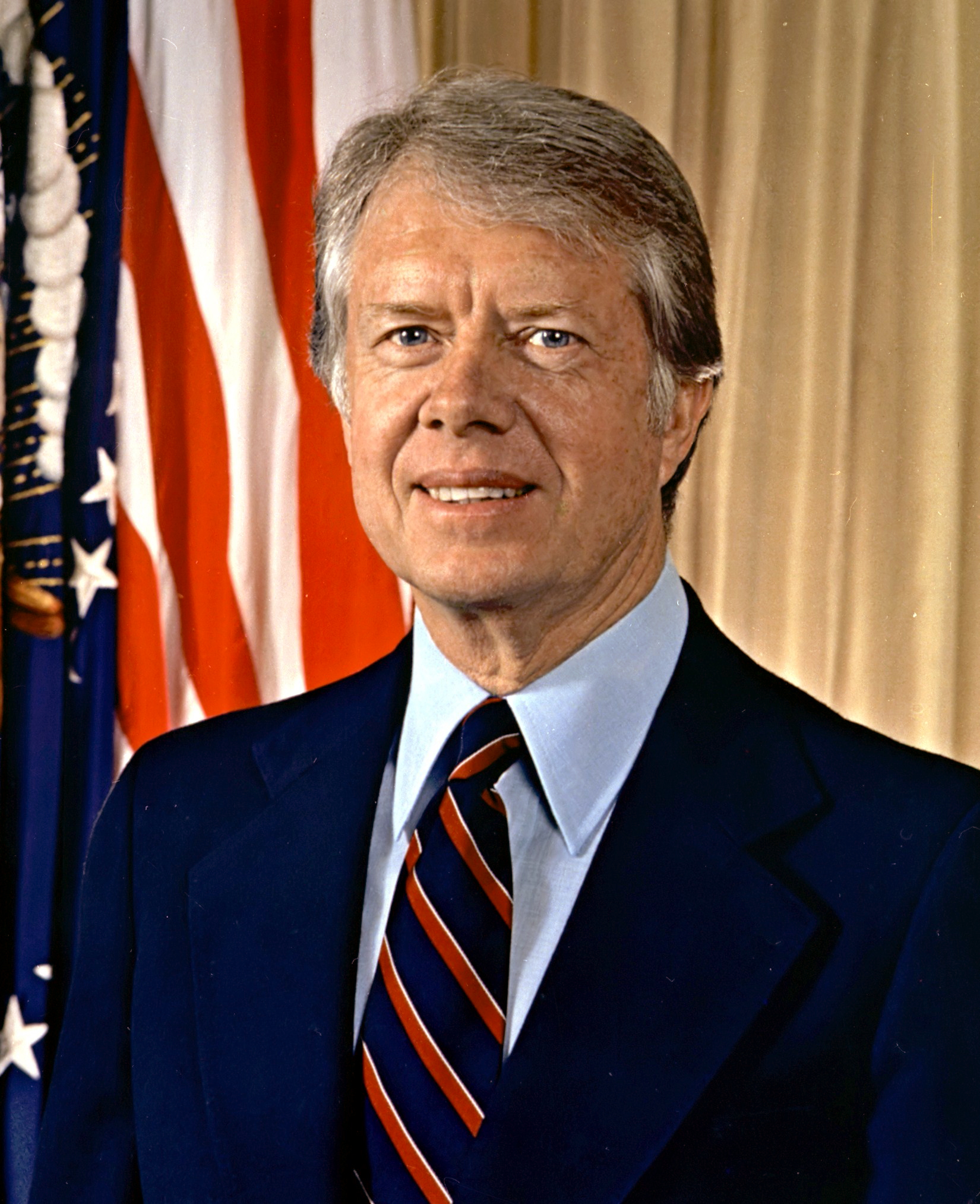
Джимми Картер смог в конце 1970-х годах уменьшить соотношение госдолга к ВВП

Вторая мировая война привела к резкому росту федерального долга и в 1946 году он составил 119,12 % от ВВП. После этого долг стал сокращаться и достиг минимума в 1981 году при Рональде Рейгане (31,02 % от ВВП). Но в 1980-х годах государственный долг США снова стал расти, когда администрация Рейгана снизила налоговые ставки и увеличила военные расходы. С тех пор соотношение госдолга к ВВП почти постоянно росло, за исключением президентства Билла Клинтона.
Федеральный долг США в процентах от ВВП в XX и XXI веках:
- 1900 — отношение госдолга к ВВП — 10,29 % ВВП
- 1910 — отношение госдолга к ВВП — 7,86 % ВВП
- 1920 — отношение госдолга к ВВП — 29,08 % ВВП
- 1930 — отношение госдолга к ВВП — 17,55 % ВВП
- 1940 — отношение госдолга к ВВП — 49,27 % ВВП
- 1950 — отношение госдолга к ВВП — 85,67 % ВВП
- 1960 — отношение госдолга к ВВП — 53,56 % ВВП
- 1970 — отношение госдолга к ВВП — 35,49 % ВВП
- 1980 — отношение госдолга к ВВП — 31,81 % ВВП
- 1990 — отношение госдолга к ВВП — 53,77 % ВВП
- 2000 — отношение госдолга к ВВП — 54,90 % ВВП
- 2010 — отношение госдолга к ВВП — 90,24 % ВВП
- 2020 — отношение госдолга к ВВП — 107,61 % ВВП

### Эра Рейгана

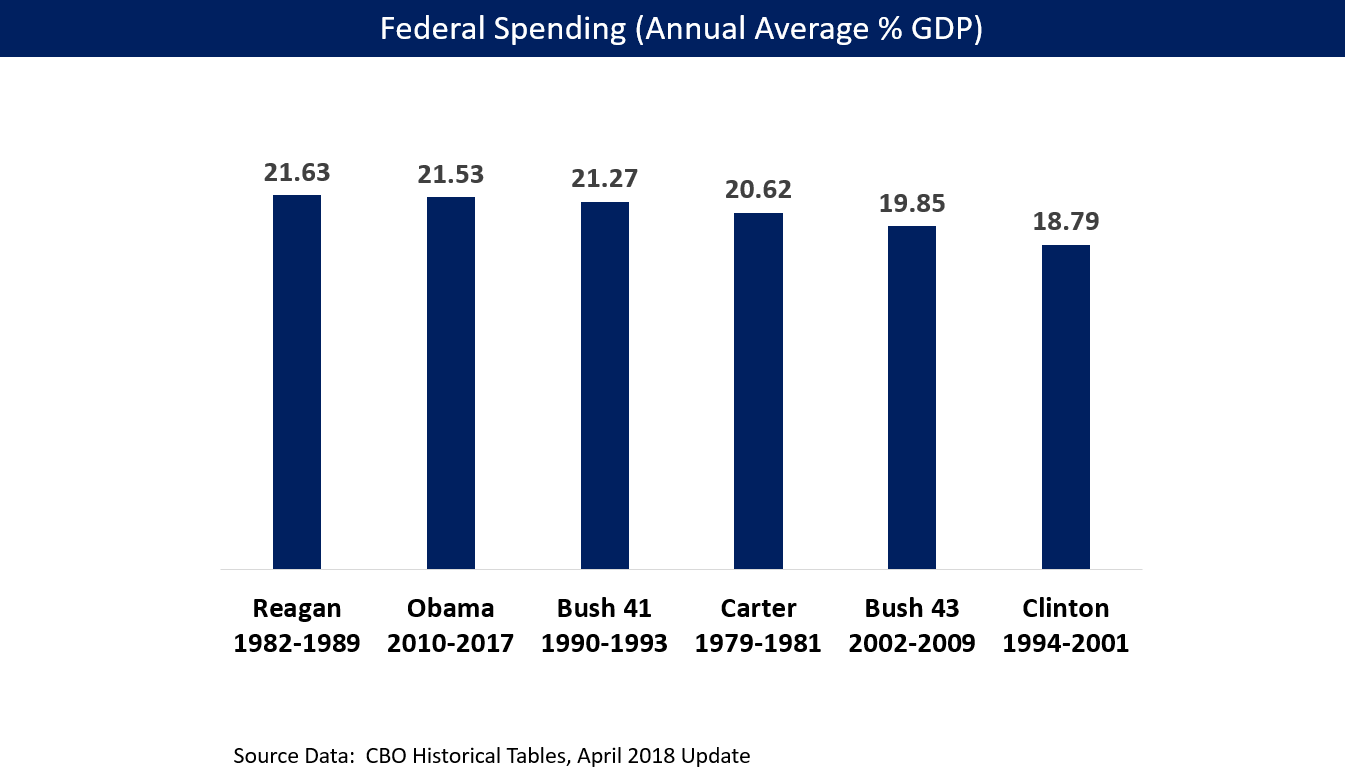
Рональд Рейган тратил больше денег чем любой президент США в период с 1979 по 2017 год, считая в среднегодовых процентах от ВВП

Фискальный консерватизм риторически пропагандировался во время президентства республиканца Рональда Рейгана (1981—1989). Во время пребывания Рейгана в должности верхняя шкала подоходного налога упала с 70 % до 28 %, в то время как налог на заработную плату и эффективные ставки налога на два нижних квинтиля дохода увеличились. Рост реального ВВП быстро восстановился после рецессии начала 1980-х годов, увеличившись в годовом исчислении на 3,4 % в течение всего оставшегося времени пребывания Рейгана у власти. Уровень безработицы снизился после достижения пика в 10,7 % в 1982 году, значительно снизилась и инфляция. Поступления федеральных налогов почти удвоились с $517 млрд в 1980 году до $1032 млрд в 1990 году. Занятость росла примерно такими же темпами, как и население.
Согласно непартийному экономическому исследованию Министерства финансов США, налоговая реформа Рейгана привела к падению федеральных доходов примерно на 1 % ВВП. К концу второго срока Рейгана государственный долг, принадлежащий населению, увеличился почти на 60 %, а общий долг составил $2,6 трлн. Менее чем за восемь лет Соединённые Штаты превратились из крупнейшей в мире страны-кредитора в крупнейшую в мире страну-должника.

### Эра Клинтона
Несмотря на то что фискальный консерватизм чаще всего востребован республиканцами и либертарианцами, он также востребован частью центристских и умеренных демократов, которые часто называют себя «новыми демократами». Хотя они не поддерживали масштабное снижение налогов, которое проводилось во времена администраций Рейгана и Буша, основная экономическая повестка дня коалиции «Новая демократия» отличалась от традиционной философии либеральных демократов и была ближе к фискальному консерватизму, в частности, сбалансированный федеральный бюджет должен иметь приоритет над некоторыми расходными программами. Президент Билл Клинтон (1993—2001), лидер «новых демократов» и глава Совета демократического лидерства (англ. Democratic Leadership Council, DLC), несколько консервативной в финансовом отношении организации центристских и умеренных демократов, является ярким примером этого. Администрация Клинтона, действуя вместе с демократическим большинством Конгресса 103-го созыва (1993—1995) в 1993 году приняла Закон о согласовании бюджета 1993 года, который сократил государственные расходы, установил 36%-ную ставку подоходного налога с физических лиц, поднял верхнюю налоговую планку для 1,2 % самых богатых налогоплательщиков с 31 % до 39,6 %, и ввёл 35%-ную ставку налога на прибыль корпораций. Закон о бюджете 1993 года также снизил налоги для пятнадцати миллионов семей с низким доходом и 90 % малых предприятий. Кроме того, в годы Клинтона система PAYGO (Pay-As-You-GO), первоначально введённая с принятием Закона об обеспечении исполнения бюджета 1990 года (которая требовала, чтобы увеличение прямых расходов или уменьшение доходов компенсировалось другими увеличением доходов или сокращениям расходов, была очень популярна у «ястребов дефицита») заработала и регулярно использовался до истечения срока действия системы в 2002 году.
На промежуточных выборах 1994 года республиканцы баллотировались с программой под названием «Контракт с Америкой» сформулированной конгрессменом Ньютом Гингричем, которая включала финансовую ответственность и пропагандировались такие вещи, как сбалансированность бюджета, предоставление президенту права частичного вето и реформа системы социального обеспечения. После того, как выборы дали республиканцам большинство в Палате представителей, новоиспеченный спикер палаты Гингрич настойчиво настаивал на сокращении государственных расходов, что привело к конфронтации республиканского большинства Палаты представителей с Белым домом, кульминацией которого стал «шатдаун» в 1995—1996 годах. После переизбрания Клинтона в 1996 году Белый дом и  республиканское большинство Конгресса смогли наладить сотрудничать и принять Закон об уменьшении налогообложения 1997 года, который снизил высшую ставку налога на прирост капитала с 28 % до 20 % и ставку с 15 % до 10 %.
После этой комбинации повышения налогов и сокращения расходов США смогли создать профицит бюджета с 1998—2001 финансового года (впервые с 1969 года) и самого длинного периода устойчивого экономического роста в истории Соединённых Штатов.

### Современный фискальный консерватизм
К фискальным консерваторам причислял себя известный американский бизнесмен, политик и бывший мэр Нью-Йорка Майкл Блумберг, высказав своё определение термина на конференции британской Консервативной партии 2007 года:

Для меня фискальный консерватизм означает балансирование бюджетов, а не дефицит, который не может позволить себе следующее поколение. Это означает повышение эффективности предоставления услуг путем поиска инновационных способов сделать больше с меньшими затратами. Это означает снижение налогов, когда это возможно и целесообразно, повышая их в целом только тогда, когда необходимо сбалансировать бюджет, и только в сочетании с сокращением расходов. Это означает, что когда вы получаете излишки, вы сохраняете их, а не тратите. И, что наиболее важно, быть фискальным консерватором означает готовиться к неизбежным экономическим спадам — и, по всем признакам, он близится. [32]
Оригинальный текст (англ.)To me, fiscal conservatism means balancing budgets – not running deficits that the next generation can't afford. It means improving the efficiency of delivering services by finding innovative ways to do more with less. It means cutting taxes when possible and prudent to do so, raising them overall only when necessary to balance the budget, and only in combination with spending cuts. It means when you run a surplus, you save it; you don't squander it. And most importantly, being a fiscal conservative means preparing for the inevitable economic downturns – and by all indications, we've got one coming.
— Речь мэра Блумберга на конференции Консервативной партии Великобритании 2007 года

## Остальной мир
В результате расширения государства всеобщего благосостояния и усиления политики регулирования со стороны администрации Ф. Д. Рузвельта, начиная с 1930-х годов, в Соединённых Штатах термин «либерализм» со временем стал ассоциироваться с левым либерализмом, а не с классическим. В Западной Европе расширение государства всеобщего благосостояния после Второй мировой войны было связано социалистическими или социал-демократическими партиями, такими как Лейбористская партия в Великобритании, а не либеральными партиями. В результате большинство либеральных партий в Западной Европе, как правило, придерживаются классического либерализма, в качестве примера можно привести Свободную демократическую партию в Германии. Либеральные демократы в Соединённом Королевстве имеют в своих рядах два крыла, классическое либеральное и социал-либеральное. Во многих странах либерализм или экономический либерализм нередко используется для описания того, что американцы называют фискальным консерватизмом.
Фискальный консерватизм в Соединённом Королевстве, пожалуй, наибольшей популярностью пользовался во время премьерства Маргарет Тэтчер, лидера британских консерваторов. После нескольких лет дефицитных расходов при прежнем лейбористском правительстве Тэтчер выступила за сокращение расходов и выборочное повышение налогов, чтобы сбалансировать бюджет. В результате ухудшения государственных финансов Соединённого Королевства — по мнению фискальных консерваторов, вызванного ещё одним всплеском дефицитных расходов при прежнем лейбористском правительстве, рецессией конца 2000-х годов и европейским долговым кризисом — коалиция консерваторов и либеральных демократов придя к власти в 2010 году приступила к осуществлению политики жёсткой экономии, предусматривающей одновременно сокращение расходов и повышения налогов в попытке сократить вдвое дефицит государственного бюджета и полностью устранить структурный дефицит в срок до 2015 года.
В Канаде рост популярности социалистической партии Федерация кооперативов Содружества подтолкнул Либеральную партию Канады влево, к созданию и расширению государства всеобщего благосостояния до и после Второй мировой войны. Фискальный консерватизм в Канаде обычно ассоциируется с «Синими тори», членами Прогрессивно-консервативной партии Канады и её преемницы Консервативной партии Канады, выступающими в защиту свободного рынка и либеральной экономической политики. В канадской провинции Альберта фискальный консерватизм представлен Объединённой консервативной партией, а в Онтарио Прогрессивно-консервативной партией Онтарио.